# Neoathyreus politus
Neoathyreus politus es una especie de coleóptero de la familia Geotrupidae.

## Distribución geográfica
Habita en Brasil.